# Saint James Cavalier

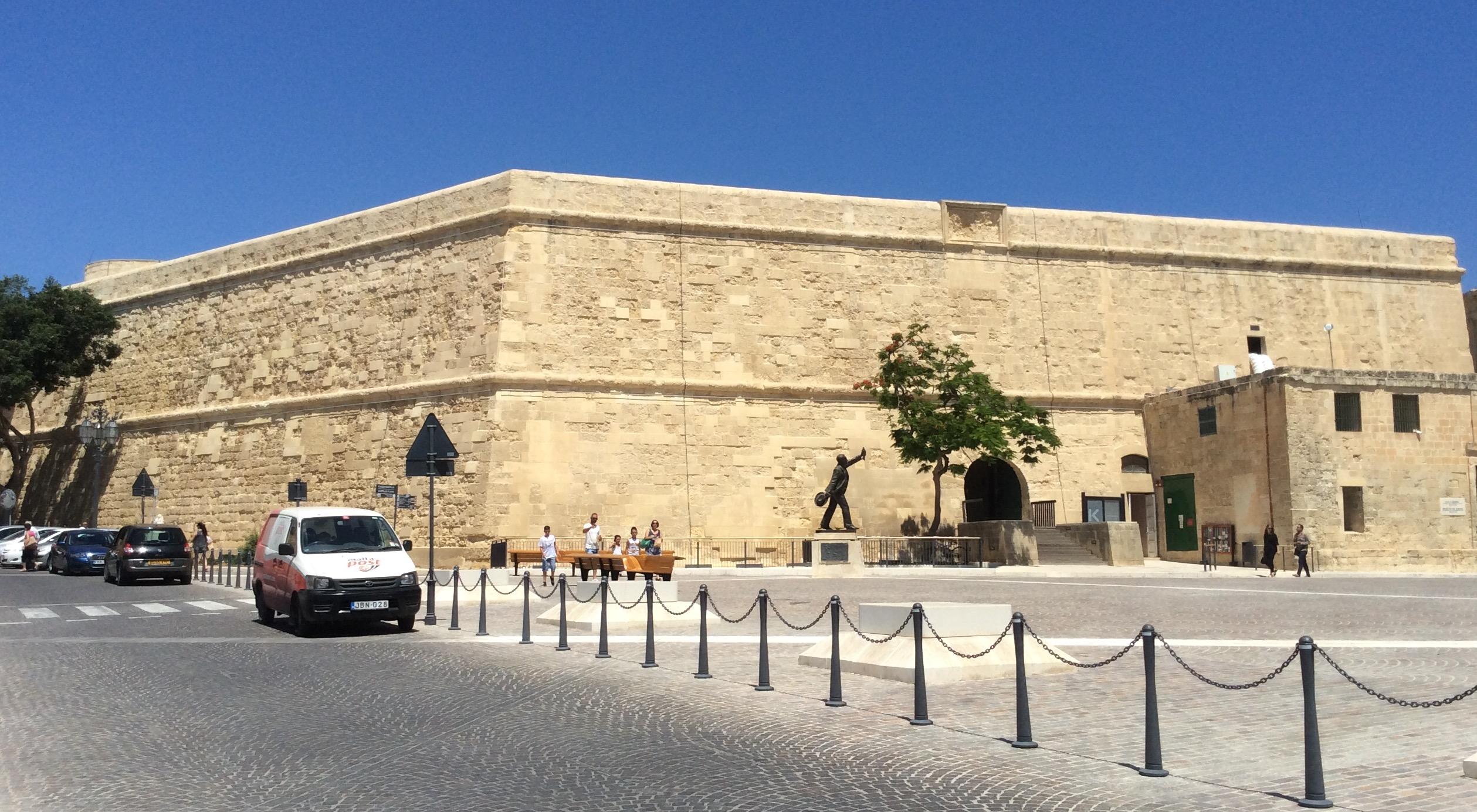

Saint James Cavalier (Maltais: Kavallier ta 'San Ġakbu) est un cavalier du XVIe siècle à La Valette, à Malte, qui a été construit par l'Ordre de Saint-Jean de Jérusalem.
Le cavalier est situé à Castille Square, à proximité de l'Auberge de Castille, de la Banque centrale de Malte, de la Maison du Parlement, de la Bourse de Malte et du bureau de poste de Dar Annona. Le cavalier a été restauré dans le cadre du projet Millenium de Malte, et il est maintenant un centre culturel connu sous le nom Spazju Kreattiv (maltais pour l'espace créatif).